# Ірано-іракська війна
Ірано-іракська війна — військовий конфлікт між Іраком і Іраном, що тривав з 1980 по 1988. У Ірані часто вживається назва «Священна оборона» (دفاع مقدس -дефа-йе могаддас), іноді — «Нав'язана війна» (جنگ تحمیلی -Джанг-е тахмілі), а в Іраці поширене неофіційне найменування конфлікту як «Кадісія Саддама» (قادسیه صدام -кадіссійят Саддам) на честь перемоги, здобутої арабами в битві при Кадісії під час завоювання Ірану.
Війна почалася 22 вересня 1980 р. вторгненням іракської армії в іранський остан Хузестан. Первинне успішне просування іракської армії, проте, незабаром натрапило на наполегливий опір і було зупинене. До літа 1982 р. Іран повернув окуповані Іраком території, після чого сторони почали війну на виснаження. Перемир'я, що закінчило війну, було підписане 20 серпня 1988 року і відновило довоєнну ситуацію.
За тривалістю, задіяними ресурсами і людськими жертвами ірано-іракська війна є найбільшим військовим конфліктом між суверенними державами «третього світу» після 1945 року. В ході війни Іраком застосовувалася хімічна зброя.

## Передумови
18 грудня 1959, новий лідер Іраку Абдель Керім Касем, заявив: «Ми не хочемо звертатися до історії арабських племен, що проживають в Аль-Ахвазі і Хорремшехр. Османська імперія передала Хорремшехр, яка була частиною іракської території, Ірану». Іракський режим, невдоволений володінням Іраном багатою нафтою провінцією Хузестан, не обмежувався риторичними заявами, Ірак почав підтримувати сепаратистські рухи в Хузестані, і навіть порушив питання про свої територіальні претензії на наступному засіданні Ліги арабських держав, але безуспішно. Зі зростанням впливу партії «Баас» Ірак вирішив взяти на себе роль «лідера арабського світу».
У 1969, заступник прем'єр-міністра Іраку заявив: «в суперечці Іраку з Іраном щодо Арабістану (Хузестан), яка є частиною терену Іраку і був приєднаний до Ірану під час іноземного панування». Незабаром іракські радіостанції почали мовлення в «Арабістан», заохочуючи арабів, що живуть в Ірані і белуджів до повстання проти шаха. Телеканали Басри навіть почали показувати провінцію Ірану Хузестан, як частину нової іракської провінції званої Nasiriyyah, планувалося перейменування всіх іранських міст у арабські назви.
У 1971 Ірак розірвав дипломатичні відносини з Іраном після заяви суверенних прав над островами Абу-Муса, Великий та Малий Томб в Перській затоці, після виводу військ англійцями. Ірак потім експропріював власність 70,000 іракців іранського походження і депортував їх зі своєї території, попри скарги до Ліги арабських держав і ООН, які не мали успіху. Більшість депортованих були насправді іракськими шиїтами і практично не мали родинних зв'язків з Іраном, і не говорили перською.
Одним з факторів, що сприяли ворожості між двома державами, була суперечка за повний контроль над водним шляхом Шатт-ель-Араб до Перської затоки, важливий канал для експорту нафти з обох країн.
На додаток до розпалювання Іраком сепаратизму в іранських провінціях Хузестан та Белуджистан обидві країни заохочували сепаратистську діяльність курдських націоналістів в іншій країні. Під час перших кількох років ірано-іракської війни іракський уряд намагався примирити курдів, з тим щоб зосередити увагу на війні проти Ірану. 1984 року Патріотичний союз Курдистану погодився співпрацювати з Багдадом, але Курдська демократична партія, як і раніше, виступала проти.
У 1975, згідно з Алжирськими угодами, Ірак зробив територіальні поступки — в тому числі водних шляхів — в обмін на нормалізацію відносин.
Відносини між іранськими й іракськими урядами тимчасово покращилися в 1978, коли іранські агенти в Іраку виявили прорадянський державний переворот проти іракського уряду. Коли поінформований про цю подію Саддам Хусейн, який тоді був віце-президентом, наказав стратити десятки офіцерів армії і вислати з Іраку лідерів іранської клерикальної опозиції.

## Війна

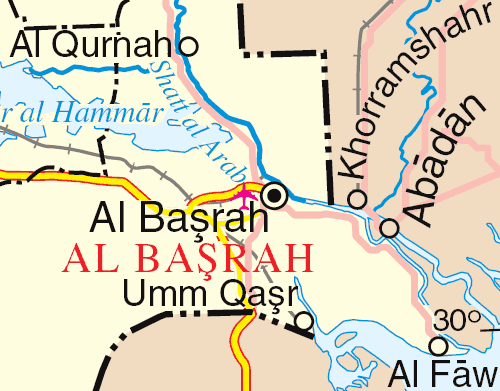
Шатт аль-Араб — ірано-іракський кордон

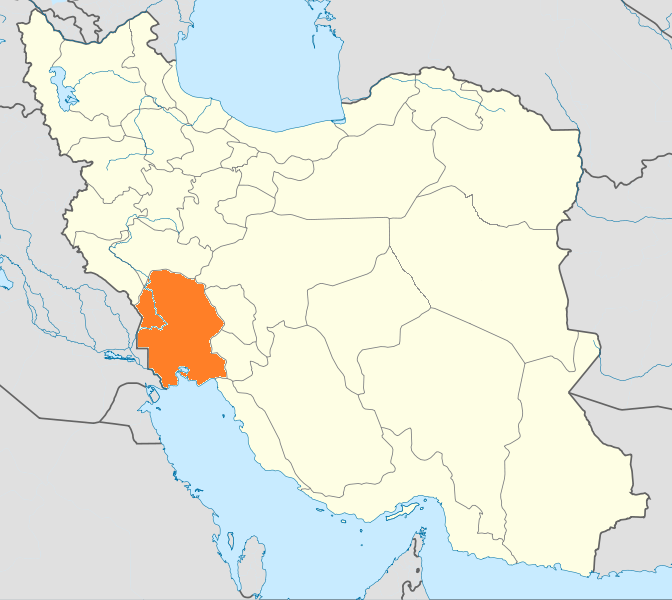
Хузестан провінція Ірану, місцева назва, استان خوزستان

### Іракський привід для війни й Іракські цілі війни
Головним приводом до війни Іраку була спроба замаху на віце-прем'єра Таріка Азіза на півдні Іраку, в якому Саддам Хусейн в одному зі своїх виступів звинуватив «іранських агентів».
Відносини швидко гіршали, поки в березні 1980 року Іран в односторонньому порядку знизив свої дипломатичні зв'язки до рівня тимчасово повіреного у справах, відкликавши свого посла, і зажадав, щоб Ірак зробив те ж саме. Напруженість зросла у квітні після замаху на іракського віце-прем'єра Таріка Азіза, а через три дні стався підрив похоронної процесії студента, який загинув у цьому нападі. Ірак звинуватив в інциденті Іран.
17 вересня у своїй заяві, адресованій іракському парламенту, Саддам Хусейн заявив, що «часті і кричущі порушення Іраном суверенітету Іраку, … анулювання Алжирської угоди, 1975 … Ця річка … потребує відновлення своєї іраксько-арабської самобутності, як це було протягом всієї історії, в ім'я і насправді з усіма розпорядженнями прав, що випливають з повного суверенітету над рікою.»

#### Цілі вторгнення Іраку до Ірану
1. Контроль над водним шляхом Шатт аль-Араб
2. Придбання трьох островів Абу-Муса і Великий і Малий Томб, від імені ОАЕ.
3. Анексія Хузестану на користь Іраку
4. Запобігання розповсюдження ісламської революції в регіоні

### 1980: вторгнення Іраку

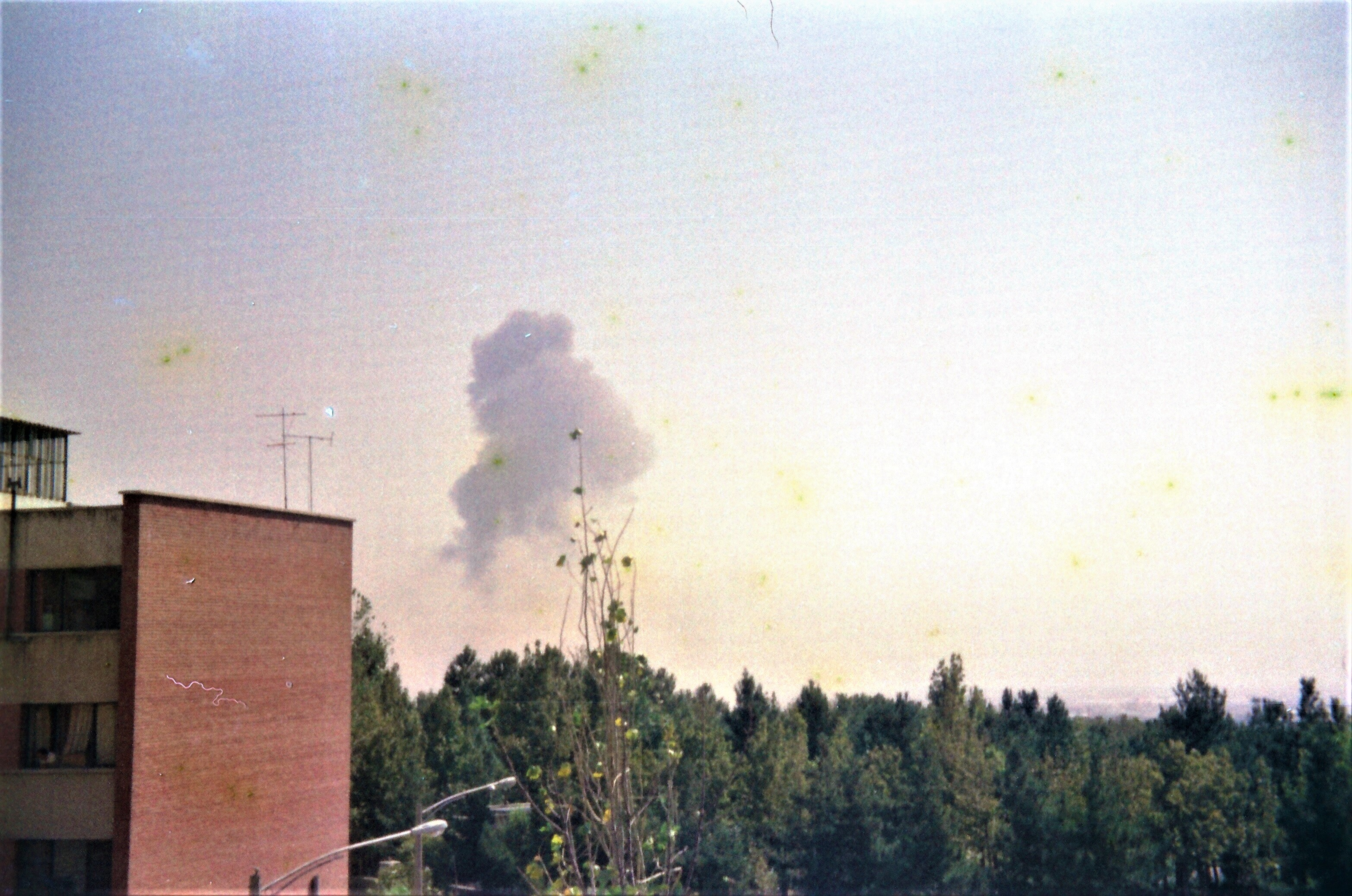
Ірано-іракська війна — 22 вересня 1980 — Тегеран

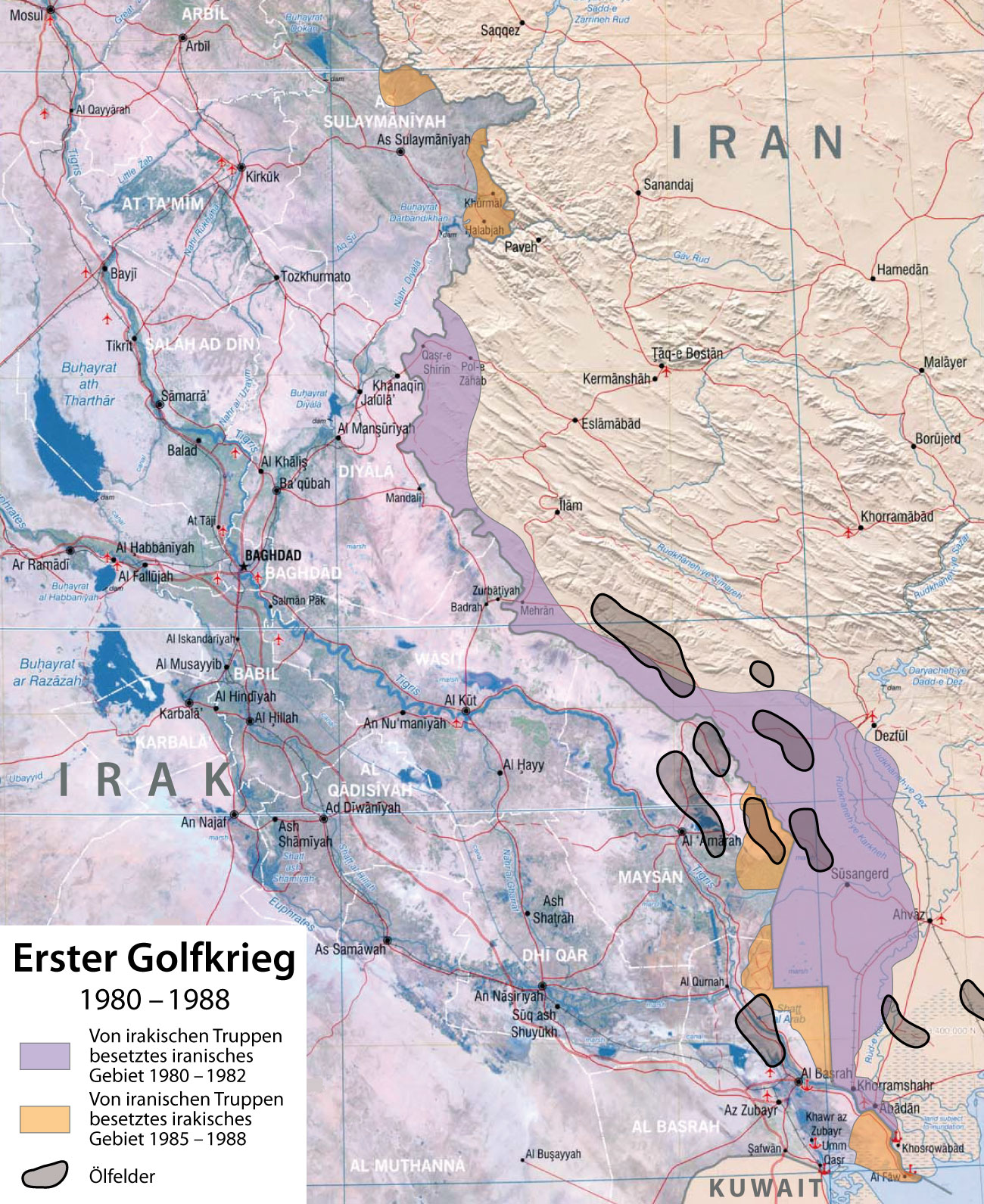
Найбільші успіхи сторін протягом війни (фіолетовий колір відображає просування іракського війська, помаранчевий — іранського)

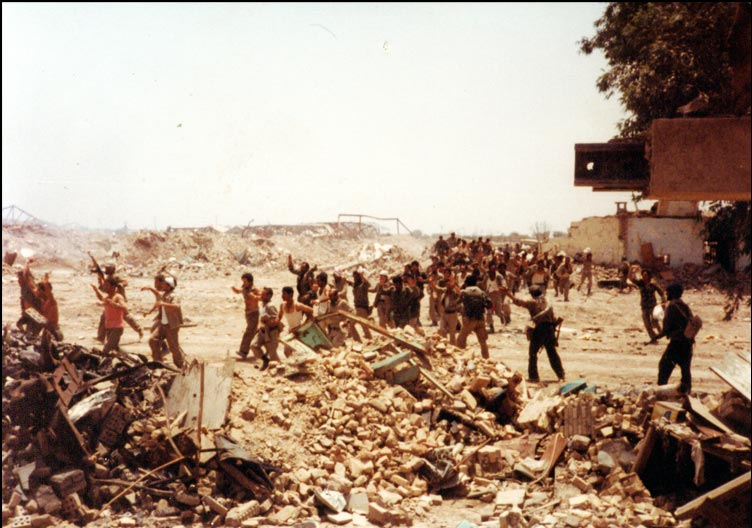
Іракські солдати, узяті в полон в Хорремшехрі

Загальноприйнятою датою початку війни є 22 вересня 1980, коли іракська армія форсувала Шатт-ель-Араб і вторглася в іранську провінцію Хузестан. Проте в Іраку прийнято вважати, що війна почалася 4 вересня з прикордонних інцидентів, спровокованих Іраном. У листопаді, після початку війни, МЗС Іраку опублікував меморандум, в якому викладалася іракська версія причин, що спонукали іракське керівництво завдати рішучого удару по іранських військових об'єктах. У меморандумі містилося твердження, що тільки за п'ять місяців (лютий — липень 1980) іранські збройні сили 224 рази порушували сухопутний і морський кордони Іраку, а також вторгалися в його повітряний простір. За період 4 — 16 вересня в обмежених прикордонних зіткненнях іракські війська зайняли 125 квадратних миль спірних територій в районі Зейн аль-Каус.
Іракська армія наступала на трьох ділянках фронту загальною довжиною близько 700 км: північному, центральному та південному. На півночі і в центрі просування іракської армії було невеликим: основним завданням на цих напрямках було забезпечити безпеку прикордонній іракській території від можливих відповідних дій Ірану. Головний удар Ірак завдав на південній ділянці; саме тут протягом основної частини війни йшли найінтенсивніші бойові дії. Одночасно з вторгненням Ірак почав бомбардування великих іранських міст, в тому числі Тегерану. За тиждень після вторгнення Саддам Хусейн зупинив наступ своїх військ і висловив свою готовність почати переговори про мир. Проте Тегеран не погодився на припинення вогню.
На початку війни сили вторгнення мали певну перевагу за рахунок чинника несподіванки і чисельної переваги, що мав найбільше значення на південній ділянці (у Хузестані), де п'яти іракським дивізіям протистояла одна іранська. За 10 днів боїв іранські війська були відкинуті на 40 км вглиб своєї території. Іракське керівництво зробило ставку на короткочасну кампанію: згідно з захопленими іранцями документами, планувалося встановити контроль над усіма великими містами Хузестану протягом двох тижнів. Був розрахунок на те, що іракські війська зустрінуть підтримку з боку місцевого арабського населення, а втрата нафтоносної провінції призведе до дестабілізації обстановки в країні, після чого іранський уряд буде змушений відмовитися від підтримки шиїтської опозиції в Іраку. Ці розрахунки не виправдалися. Війну планувалося закінчити до свята Курбан-байрам (20 жовтня).
Іранська армія була серйозно ослаблена репресіями, що відбулися після ісламської революції, а ополчення КВІР ще не було досить численним. Розрив відносин з США привів до браку запчастин для бронетехніки і авіації, що серйозно обмежувало військові можливості Ірану. Проте повільність іракців дозволила іранському уряду провести мобілізацію і перекинути на фронт підкріплення, зрівняти сили сторін. Крім того, іракська армія виявилася неготова до того опору, з яким зіткнулася. Для взяття Хорремшехру, що знаходиться біля самого кордону, іракцям знадобився місяць, при цьому в запеклих вуличних боях вони зазнали відчутних втрат. Місто капітулювало наприкінці жовтня, що стало єдиною великою перемогою іракців на ранньому етапі війни. Сусідній Абадан взятий не був: іракська армія розпочала дії щодо його блокування лише в середині жовтня, а до того моменту, коли місто було повністю обложене, іранці встигли перекинути в нього достатньо сил для довготривалої оборони.
Нерішучість і безініціативність іракських командирів, відсутність реалістичної оцінки супротивника і досвіду у проведенні масштабних загальновійськових операцій призвели до того, що Ірак згаяв час і вже не зміг розвинути початковий успіх. Наприкінці жовтня та в листопаді іракські війська спробували просунутися в напрямі Дезфул і Ахваз, але зазнали невдачі. З приходом в грудні сезону дощів, які ускладнили пересування, Саддам Хусейн оголосив про перехід іракських військ до оборони. За час осінньої кампанії сили вторгнення зайняли майже 20 тис. км ² іранської території. Іракські війська оволоділи містами Касре-Ширін, Нефтшах, Мехран, Бостан і Хорремшехр, а також блокували Абадан. За іракським даними, за три місяці Іран втратив 6160 осіб убитими і кілька тисяч пораненими; за цей період було знищено 570 іранських танків і велику кількість літаків. За іранським даними, Ірак за перші сто днів агресії втратив 20 000 осіб убитими, 4800 одиниць бронетехніки і багато літаків. До кінця року війна стала позиційною. Лінія фронту поступово стабілізувалася і проходила східніше ірано-іракського кордону: 5-10 км в напрямку Касре-Ширін і до 60 км у районі Дезфул, Бостан і Ахваз.

### 1981: Перехід ініціативи до Ірану
До початку 1981 іракські війська окупували частину Хузестан і низку прикордонних теренів на центральній і північній ділянках фронту. Тривала облога Абадану. Розуміючи, що супротивник перейшов до оборони, президент Ірану і верховний головнокомандувач Абольхасан Банісадр ухвалив рішення про проведення першого з початку війни контрнаступу. Він відбувся на початку січня 1981 року і завершилося повним провалом. Удар наносився на чотирьох напрямках; у двох випадках іранці досягли незначних успіхів, одна атака була безрезультатною.
На провідному напрямку удару 16-а танкова дивізія, завданням якої було деблокування Абадану, зазнала розгрому, втративши дві зі своїх трьох бригад. Навесні і влітку іранське командування намагалося вести окремі наступальні операції обмеженого масштабу, але результату це їм не принесло..
Провал контрнаступу противника переконав іракське командування у вірності обраної оборонної стратегії та створило помилкове враження, що іранці не в змозі прорвати добре укріплену лінію оборони. Після невдачі березневого наступу на Сусенгерд іракські війська до кінця року не робили ніяких наступальних дій. Керівництво Іраку все ще сподівалося на швидке падіння режиму в Тегерані. Підстави для цього були, оскільки провал січневої операції загострив і без того непрості відносини між членами іранської верхівки. Великою проблемою іранських збройних сил було постійне суперництво між регулярною армією і КВІР. Ісламські клерикали підозрювали офіцерський корпус армії в прошахських настроях і постійно намагалися знизити роль армії у бойових діях. Січнева поразка підірвала політичні позиції Банісадра і дискредитувала армію. У червні Банісадра було зміщено зі свого посту і він втік з країни. Організація моджахедів іранського народу (ОМІН), протестуючи проти посилення ролі клерикалів, розгорнула терористичну діяльність. Її найбільшим успіхом стало вбивство нового президента країни Мохаммада Алі Раджаї і прем'єр-міністра Мухаммеда Джавада Бахонара.
Попри заворушення в країні, іранське керівництво утрималося при владі. На хвилю терактів воно відповіло масовими арештами активістів ОМІН. Затишшя на фронті було використане для перегрупування сил. На початку вересня іранці розгорнули великий наступ, досягнувши успіху в створенні у супротивника враження, що метою атаки є Басра. Основний удар був нанесений не по Басрі, а по іракських військах, що забезпечували блокаду Абадану зі сходу. Бій тривав з 26 по 29 вересня; Абадан було деблоковано, і це стало першою серйозною перемогою Ірану. Успіх було зумовлено доброю взаємодією між регулярною армією і КВІР. Але перемога була затьмарена трагедією: практично всі командири, причетні до організації наступу, загинули в авіакатастрофі на шляху до Тегерана. Офіційно цю подію було визнано випадковістю, хоча існували й інші версії.
Після деякого затишшя Іран в грудні зробив два наступи на центральній ділянці фронту. Найпримітнішою стала операція зі звільнення Бостану, в ході якої вперше було відзначено використання КВІР тактики «людської хвилі». .
У 1981 році Ірак отримав несподіваний удар з заходу. 7 червня ізраїльська авіація бомбовим ударом знищила ядерний центр, розташований за декілька кілометрів від Багдаду. Наліт не зустрів жодної протидії іракської системи ППО і став сильним ударом по національній програмі ядерних досліджень.

### 1982: Іранський контрнаступ
В середині березня 1982, Іран перейшов у контрнаступ і іракські збройні сили були змушені відступити. До червня 1982 іранці повернули собі терени, окуповані Іраком на початку війни. Особливе значення мав контрнаступ в провінції Хузестан, під час якого було звільнено Хорремшехр від іракців 24 травня 1982. Усього 7000 іракців були вбиті або поранені в Хорремшехр і 19000 полонених, у той час як іранці втратили 10000 вояків.

### 1983: Стратегічний глухий кут
Після іранського наступу влітку 1982 Іран вважав, що наступ по всій ширині фронту принесе перемогу. Чисельна перевага Ірану, можливо, досягла б прориву у разі наступу по всій ширині фронту, але армії Ірану бракувало організації для цього типу нападу. Іран отримував поставки з Північної Кореї, Лівії і Китаю. Ірак — з СРСР, країн НАТО, Франції, Великої Британії, Бразилії, Югославії, Іспанії, Італії, Єгипту, Саудівської Аравії, ФРН і США.
У лютому 1984 року Саддам наказав завдати повітряних і ракетних ударів по одинадцяти містах Ірану. Бомбардування припинилися 22 лютого 1984. Іран незабаром відповів бомбардуванням іракських міст, цей обмін став знаний як перша «війна міст». Протягом всієї війни буде п'ять таких обмінів.
Бомбардування іранських міст не підірвало жагу іранського уряду до боротьби. 15 лютого іранці почали великий наступ на центральній ділянці фронту, де було розгорнута Друга Іракська армія. 250 000 іранців зіткнулися зі спротивом 250 000 іракців.
15-22 лютого, під час Операції Світанок 5, і 22-24 лютого, під час операції Світанок 6, іранці спробували захопити життєво важливе місто Кут аль-Амара і перекрити ключову дорогу, яка зв'язує Багдад і Басру. Її захоплення зробило б надважким для іракців постачання і координування оборони, але іранські війська були зупинені за 24 км від шосе.
Операція Хайбар досягла набагато більшого успіху. Спрямована на ключове іракське місто Басра, операція почалася 24 лютого і тривала до 19 березня. Оборона іракців, при безперервному наступі з 15 лютого, здавалося, була близькою до прориву. Іракці успішно стабілізували фронт, але не раніше, ніж іранці захопили частину острова Меджнун. Попри потужні іракські контратаки в поєднанні з використанням гірчичного газу і зарину, іранці змогли утримати його майже до кінця війни

### 1984: Танкерна війна в Перській затоці

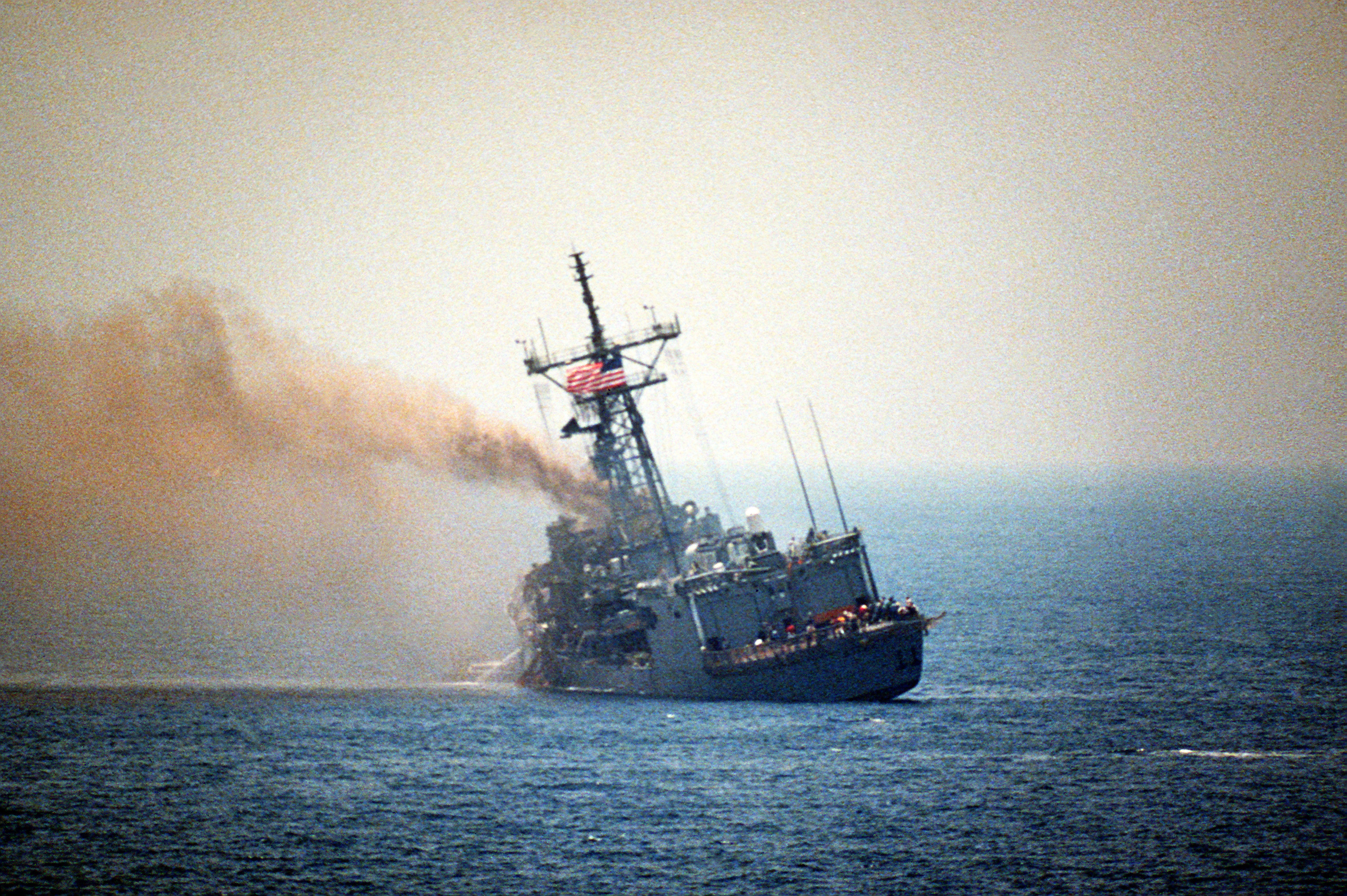
Корабель ВМС США «Старк», підбитий двома ракетами «Екзосет», запущеними з іракського літака Dassault Mirage F1, 1987

Танкерна війна почалася, після того як Ірак напав на іранські танкери і нафтовий термінал на острові Харк у 1984 році. Іран завдав у відповідь удар, атакувавши танкери, що транспортували іракську нафту з Кувейту, а потім на будь-які танкери держав Перської затоки, яка підтримувала Ірак. Обидві країни нападали на танкери і торгові судна, в тому числі нейтральних країн, у спробі позбавити противника торгівлі. Ірак заявив, що всі судна, які прямують з іранських портів в північній зоні Перської затоки, мають бути знищені.
Ірак використав свої повітряні сили задля виконання своїх погроз, насамперед винищувачі, F-1 «Міраж» і МіГ-23 й протикорабельні ракети Exocet. Після неодноразових іракських нападів на експортні об'єкти Ірану, головним чином на острові Харк, Іран напав на кувейтський танкер поблизу Бахрейну 13 травня 1984, і саудівський танкер в саудівських водах 16 травня. Напади на кораблі нейтральних держав в Перській затоці після цього різко збільшилися, і цей етап війни між Іраком і Іраном був названий «Танкерною війною».
Корабель ВМС США, Старк був вражений 17 травня 1987 двома протикорабельними ракетами Екзосет, що були запущені іракськими F-1 Mirage.

### 1985—1986: наступи і контрнаступи
Маючи фінансову підтримку з боку Саудівської Аравії, Кувейту та інших держав Перської затоки, і здійснюючи суттєві закупівлі зброї з СРСР, Китаю і Франції, Саддам розпочав наступ 28 січня 1985 року, вперше з початку 1980 року. Цей наступ, проте, не дав значних успіхів, і іранці відповіли контрнаступом на Басру, операція під кодовою назвою Бадр, 11 березня 1985 року.
У 1984 Іран відмовився від підтримки атак людською хвилею, через покращення співробітництва між армією і корпусом вартових ІР. Іранський уряд намагався переформувати підрозділи КВІР у звичайну бойову силу. Атака зазнала успіху в захопленні відрізку шосе Багдад — Басра, що не було здійснено під час Операцій Світанок 5 і 6 . Саддам відповів на це хімічними атаками проти іранських позицій вздовж шосе і початком другої війни міст з масовою повітряною і ракетною кампаніями проти двадцяти іранських міст, в тому числі проти Тегерану.

### 1987—1988: на шляху до припинення вогню
У 1987 розпочата нова хвиля іранських наступів проти цілей на півночі і півдні Іраку. Іранські війська почали операцію Кербела 5 у спробі захопити Басру, але були відбиті після більш ніж двомісячних бойових дій, втрати склали 20,000 іракців і 65000 іранців. Серед загиблих був командир іранських військ Хоссейн Харразі. Іранці досягли великого успіху наприкінці цього року на півночі Іраку під час операції Наср 4 і Кербела 10, погрожуючи захопити багаті нафтою околиці іракського міста Кіркук та інші північні родовища. Однак, іранські війська не змогли розвинути наступ. 20 липня, Рада Безпеки ООН прийняла резолюцію 598, в якій був заклик до припинення бойових дій і повернення до довоєнних кордонів.
У липні 1988 року іракські літаки скинули хімічні ціанідні бомби на іранське курдське село Зардан (як це було чотири місяці до цього з курдським селом Халабджа). Сотні людей було вбито відразу, а ті, що залишилися в живих, все ще страждають від різних фізичних і психічних розладів. Після цих великих невдач Іран прийняв умови резолюції Ради Безпеки ООН 598 і 20 серпня 1988 мир було відновлено.
ОМІН розпочала операцію Мерсад вже після того, як іранський уряд прийняв резолюцію 598. Хоча іракські війська атакували Хузестан, моджахеди атакували західний Іран біля Керманшаху, де були дислоковані частини КВІР. При цьому моджахеди мали авіаційну підтримку іракської авіації. Іранці висадили десант в тилу моджахедів, але зустрілись з запеклим опором. Через міжнародний тиск з припинення війни Саддам Хусейн скасував авіаційне прикриття моджахедів, чим скористались іранці. Операція закінчилася поразкою моджахедів. Кількість загиблих під час операції 2.000 — 10.000 вояків.

## Наслідки війни
Ірано-іракська війна завершилася без переконливої перемоги однієї із сторін, хоча обидві заявили про свою військову перемогу. Економічний збиток від бойових дій для Іраку і Ірану оцінювався в 350 мільярдів доларів. Війна забрала життя близько 1 мільйона осіб.
Війна призвела до появи у Іраку значної заборгованості перед низкою арабських країн. Зокрема, борг Іраку перед Кувейтом перевищив 14 млрд доларів, що стало однією з причин, що підштовхнули Саддама Хусейна в 1990 році до рішення вдертися в Кувейт.
Країни НАТО, як і країни радянського блоку, підтримували Саддама Хусейна, сприймаючи його як менше зло і як засіб стримування ісламської революції. Основним західним постачальником зброї була Франція. Але головним джерелом іракських озброєнь був Радянський Союз, який розраховував на Саддама як союзника в антиімперіалістичній боротьбі і тому пожертвував іракськими комуністами — однією з найсильніших і найпопулярніших компартій третього світу. Ця політика значною мірою сформувала режим в Багдаді, який зробив з війни один головний висновок, — що йому все зійде з рук до тих пір, поки він зможе розігрувати радянську карту перед США і навпаки, і лякати весь світ ісламською небезпекою. Адже будь-які жорстокості відносно власних громадян і навіть спрямована проти іракських курдів газова атака в Халабджі не викликали широкого обурення у світі, ця новина була фактично проігнорована — і на Заході, і на Сході.

## Характеристика війни

### Озброєння сторін
До початку бойових дій іракська армія мала на озброєнні головним чином зброю і техніку радянського і французького виробництва. Армія Ірану до революції 1979 року озброювалася головним чином США, хоча закуповувала зброю і в інших країнах (зокрема, в ФРН, СРСР та Ізраїлі).
Іракська армія мала на озброєнні танки Т-54, Т-55, Т-62, Т-72, бойові машини піхоти БМП-1, бронетранспортери БТР-50, БТР-60, OT-64, вертольоти Мі-8, Мі-24, Sud-Aviation Gazelle, Sud-Aviation Alouette III. Військово-повітряні сили використовували винищувачі-бомбардувальники МіГ-21, МіГ-23, Су-17, Dassault Mirage F1, бомбардувальники Ту-16, Ту-22.
Іранська армія використовувала танки M47, M48, M60, «Чифтен», радянські танки китайського виробництва на пізніх етапах війни, бойові машини піхоти БМП-1, бронетранспортери M113, БТР-50, вертольоти Bell AH-1 Cobra, Bell UH-1 Iroquois, Boeing CH-47 Chinook. Основними літаками ВПС були винищувачі-бомбардувальники McDonnell Douglas F-4 Phantom II, Northrop F-5, перехоплювачі Grumman F-14 Tomcat.

### Стратегія і тактика
Війна в повітрі
До революції 1979 року ВПС Ірану були найсильнішими в регіоні. Попри проблеми з обслуговуванням літаків і репресії проти пілотів, які були при шахському режимі, перші кілька тижнів війни іранська авіація мала перевагу в повітрі, зробивши серію нальотів на іракські військові та промислові об'єкти, у тому числі в Багдаді. Проте, після початку війни, 600 вертольотів не могли підняти в повітря, тому що 3 тис. фахівців (переважно американці), які їх обслуговували, були вислані з країни. У квітні 1981 року ВПС Ірану провели свою найзначнішу операцію, атакувавши військовий аеродром в західній частині Іраку і знищивши, як вважається, кілька десятків літаків на землі. Проте надалі проблеми з запчастинами призвели до того, що лише невелика кількість літаків підтримувалося в бойовому стані. Приблизно з 1982 року і до кінця війни іранська авіація грала в бойових діях епізодичну роль. За даними журналу «Тайм» на березень 1984, через відсутність запасних частин і неможливості проведення ремонту Іран міг використати лише 25 винищувачів-бомбардувальників F-4 з 190, 30 винищувачів F-5 з 166..
ВПС Іраку залишалися активними протягом всієї війни. Перевага в авіації було не останнім чинником, який зумовив успіх відбиття численних іранських наступів. Проте в цілому повітряна війна між Іраном і Іраком не відрізнялася інтенсивністю. Після осені 1980 року повітряні бої між літаками стали рідкістю. Разом з тим, ймовірно, вперше в історії воєн були відзначені повітряні бої між вертольотами (іракськими Мі-24 та іранськими AH-1). Згідно з даними Лондонського інституту стратегічних досліджень, до липня 1982 року в іранських ВПС налічувалося 445 бойових літаків, але брати участь у бойових діях могли не більше 40 %. Журнал «Міді Іст Економіка Дайджест» (з посиланням на доповіді підготовлений для комітету у закордонних справах сенату США) повідомив, що влітку 1984 іракці перевершували іранців за кількістю діючих літаків в 4-5 разів, бронетранспортерів — в 4, танків — 2,5 рази.
Застосування хімічної зброї
У ході ірано-іракської війни Ірак неодноразово застосовував хімічну зброю, що підтверджується багатьма авторами та організаціями. Існують свідоцтва, що цю зброю епізодично застосовував й Іран. У квітні 1984 представник Ірану в ООН Раджан Хорассані заявив, що його країна здатна виробляти хімічну зброю і оцінює можливість його застосування. За припущеннями міністерства оборони США, Іран застосовував бойові гази при наступі в районі Халабджі в березні 1988 року.

### Книжки
- Ж. А. Ниязматов. Ирано-иракский конфликт. Исторический очерк. — Москва: Наука, 1989. — 174 с.(рос.)
- М. М. Слинкин. Ирано-иракская война 1980—1988 гг. Война на море. — Симферополь: Таврический национальный университет, 2001. — 222 с.(рос.)
- Жирохов М. Авиация в Ирано-иракской войне 1980—1988. — Чернігів: Княжий Град, 2021. — 68 с.
- Ronald E. Bergquist, The Role of Airpower in the Iran-Iraq War, Maxwell Air Force Base, AL: Air University Press, 1988. 95 pp.(англ.)
- John Bulloch, The Gulf War: Its Origins, History and Consequences, location: Methuen, 1989, 309 pp.(англ.)
- Anthony H. Cordesman, Abraham R. Wagner, The Lessons of Modern War, Vol. II: Iran-Iraq War, Westview Press, 1990, 647 pp.(англ.)
- Kaveh Farrokh, Iran at War: 1500—1988, Oxford: Osprey, 2011, 488 pp.(англ.)
- Alan Friedman, Spider's Web: The Secret History of How the White House Illegally Armed Iraq, Bantam Books, 1993, 455 pp.(англ.)
- Dilip Hiro, The Longest War: The Iran-Iraq Military Conflict, New York: Routledge, 1990, 323 pp.(англ.)
- E.R. Hooton, Tom Cooper and Farzin Nadimi, The Iran-Iraq War, Volume 1: The Battle for Khuzestan, September 1980–May 1982 (Middle East@War series), rev. & exp. ed., Warwick: Helion and Company, 2019.(англ.)
- E.R. Hooton, Tom Cooper and Farzin Nadimi, The Iran-Iraq War, Volume 2:  Iran Strikes Back, June 1982–December 1986 (Middle East@War series), rev. & exp. ed., Warwick: Helion and Company, 2019.(англ.)
- E.R. Hooton, Tom Cooper and Farzin Nadimi, The Iran-Iraq War, Volume 3: Iraq's Triumph (Middle East@War series), Warwick: Helion and Company, 2018.(англ.)
- E.R. Hooton, Tom Cooper and Farzin Nadimi, The Iran-Iraq War, Volume 4: The Forgotten Fronts (Middle East@War series), Warwick: Helion and Company, 2018.(англ.)
- E.R. Hooton, Tom Cooper, Bob Mackenzie and Farzin Nadimi, The Iran-Iraq War: The Greatest Land War of the Late Twentieth Century (Middle East@War series), Warwick: Helion and Company, 2022.(англ.)
- Efraim Karsh, The Iran–Iraq War: 1980—1988 (Essential Histories), Oxford: Osprey, 2002, 92 pp.(англ.)
- Williamson Murray and Kevin M. Woods, The Iran–Iraq War: A Military and Strategic History, Cambridge University Press, 2014, 412 pp.(англ.)
- Stephen С. Pelletiere, The Iran-Iraq War: Chaos in a Vacuum, New York—Westport—London: Praeger, 1992, 167 pp.(англ.)
- Pierre Razoux, La guerre Iran-Irak, première guerre du Golfe 1980—1988, éd. Perrin 2013, 604 pp.(фр.)
- Nadia El-Sayed El-Shazly, The Gulf Tanker War: Iran and Iraq's Maritime Swordplay, New York: St. Martin's Press, 1998, 403 pp.(англ.)

### Статті
- И. Гурьянов. Ирано-иракский вооружённый конфликт // «Зарубежное военное обозрение» (Москва). — 1987. — № 2. — С. 14-19.(рос.)
- И. Кленов, В. Орлов. Ирано-иракская война // «Зарубежное военное обозрение» (Москва). — 1985. — № 1. — С. 22-28.(рос.)
- О. Л. Коппель. Іраксько-іранська війна 1980-88 // Українська дипломатична енциклопедія: У 2-х т. /Редкол.:Л. В. Губерський (голова) та ін. — К.: Знання України, 2004 — Т. 1 — 760 с. ISBN 966-316-039-X
- Abdulkhaleq Abdulla, «Gulf War: The Socio-Political Background», in Arab Studies Quarterly, Vol. 16, No. 3, Summer 1994.(англ.)
- David Segal, «The Iran-Iraq War: A Military Analysis», in Foreign Affairs, Summer 1988.(англ.)
- Ray Takeyh, «The Iran-Iraq War: A Reassessment», in The Middle East Journal, Vol. 64, No. 3, Summer 2010.(англ.)